# GEA College
GEA College je izobraževalno podjetje iz Ljubljane. Ukvarja se s šolanjem poslovnega kadra, ustanovljeno je bilo leta 1990. Deluje kot delniška družba. 
Od leta 1996 deluje GEA College - Fakulteta za podjetništvo, ki je samostojni visokošolski zavod s sedežem v Ljubljani. Od leta 2005 deluje tudi GEA College - Center višjih šol d.o.o., prav tako v Ljubljani.